# Humuya
Humuya is een gemeente (gemeentecode 0305) in het departement Comayagua in Honduras.
Het dorp bestond eerder onder de naam Tambla. Dit betekent "overvloed aan droge rijst." Het hoorde bij de gemeente San Sebastián. Toen de gemeente in 1897 zelfstandig werd, werd de naam op verzoek van de bewoners gewijzigd in Humuya.
De hoofdplaats Humuya wordt omgeven door drie bergketens: Naranjo, Los Cerritos en El Cacalote.

## Bevolking
De bevolking is als volgt verdeeld:
| Vrouwen | 673 | 48,8% |
| Mannen  | 705 | 51,2% |

## Dorpen
De gemeente bestaat uit drie dorpen (aldea), waarvan het grootste qua inwoneraantal: Humuya (code 030501).